# Лугове (Ставропольський край)
Лугове (рос. Луговой) — селище у складі сільського поселення Терська сільрада Будьонівського району Ставропольського краю Російської Федерації

## Варіанти назви
- Третє відділення стз. Терський:

## Географія
Розташований на балці Крутенька.
На сході: аул Біяш
На південно-заході: селище Кудряве
Відстань до крайового центру: 207 км.
Відстань до районного центру: 103 км.